# Vico Equense Calcio 1958 2009-2010
Questa voce raccoglie le informazioni riguardanti  il Vico Equense Calcio 1958 nelle competizioni ufficiali della stagione 2009-2010.

## Rosa
| N. |                    | Ruolo | Calciatore          |
| -- | ------------------ | ----- | ------------------- |
| -  | Italia (bandiera)  | A     | Domenico Arcovelli  |
| -  | Italia (bandiera)  | C     | Marco Armellino     |
| -  | Italia (bandiera)  | C     | Augusto Burgos      |
| -  | Italia (bandiera)  | D     | Pasquale Chiariello |
| -  | Italia (bandiera)  | D     | Salvatore Cinque    |
| -  | Italia (bandiera)  | C     | Claudio De Rosa     |
| -  | Italia (bandiera)  | C     | Raffaele D'Esposito |
| -  | Italia (bandiera)  | C     | Giuseppe Donnarumma |
| -  | Italia (bandiera)  | A     | Gennaro Esposito    |
| -  | Italia (bandiera)  | D     | Leonardo Gargiulo   |
| -  | Italia (bandiera)  | D     | Andrea Gaveglia     |
| -  | Francia (bandiera) | A     | Albin Hodza         |
| -  | Italia (bandiera)  | A     | Marco Incoronato    |
| -  | Italia (bandiera)  | P     | Giuseppe Izzo       |
| -  | Italia (bandiera)  | C     | Alfonso Loreto      |

| N. |                   | Ruolo | Calciatore          |
| -- | ----------------- | ----- | ------------------- |
| -  | Italia (bandiera) | A     | Alessandro Lupico   |
| -  | Italia (bandiera) | C     | Giovanni Marciano   |
| -  | Italia (bandiera) | A     | Antonio Mele        |
| -  | Italia (bandiera) | C     | Fabrizio Mineo      |
| -  | Italia (bandiera) | A     | Giuseppe Morfù      |
| -  | Italia (bandiera) | P     | Giuliano Munao      |
| -  | Italia (bandiera) | A     | Rocco Napoli        |
| -  | Italia (bandiera) | D     | Alessandro Tedesco  |
| -  | Italia (bandiera) | C     | Mirko Riccardi      |
| -  | Italia (bandiera) | A     | Luigi Russarollo    |
| -  | Italia (bandiera) | D     | Adriano Russo       |
| -  | Italia (bandiera) | D     | Giorgio Scognamilio |
| -  | Italia (bandiera) | C     | Alfonso Trapani     |
| -  | Italia (bandiera) | P     | G. Trapani          |
| -  | Italia (bandiera) | C     | Salvatore Violante  |